# Lørenskog Ishall
Die Lørenskog Ishall ist ein Eishockeystadion in Lørenskog, Norwegen.

## Geschichte
Die Lørenskog Ishall wurde 1984 eröffnet und ist seither Heimspielstätte der professionellen Eishockeymannschaft Lørenskog IK aus der GET-ligaen.